# Turó de les Onze Hores
El Turó de les Onze Hores, també anomenat Castell d'en Bes, és un turó de 666,2 metres d'altitud dels Cingles de Bertí situat als termes municipals de Bigues i Riells, a la comarca del Vallès Oriental, i de Sant Quirze Safaja, a la comarca del Moianès.
El cim del turó pertany a Sant Quirze Safaja, però part dels vessants nord, oest i sud un cop davallats els cingles són en terme de Bigues i Riells. És a llevant del poble de Riells del Fai, a l'extrem nord del terme biguetà i al del sud-est del de Sant Quirze Safaja. Es troba a l'esquerra del torrent de Llòbrega i del torrent del Traver, al sud-est i davant del Sot de l'Ullar i a migdia del Salt de Llòbrega i del Gorg de les Donzelles.